# Chytonix albimacula
Chytonix albimacula là một loài bướm đêm trong họ Noctuidae.